# Мария Терезия Австрийска (1767 – 1827)
Вижте пояснителната страница за други личности с името Мария.
Мария Терезия Австрийска (на немски: Maria Theresia Josepha Charlotte Johanna von Österreich; * 14 януари 1767, Флоренция; † 7 ноември 1827, Лайпциг) е ерцхерцогиня на Австрия, принцеса от Великото херцогство Тоскана и чрез женитба през 1827 г. кралица на Саксония.

## Биография
Тя е най-възрастната дъщеря на великия херцог на Тоскана и по-късния император Леополд II (1747 – 1792) и съпругата му инфанта Мария-Лудовика Бурбон-Испанска (1745 – 1792), дъщеря на испанския крал Карлос III и на принцеса Мария-Амалия Саксонска.
Мария Терезия се омъжва per procura на 8 септември 1787 г. във Флоренция и на 18 октомври 1787 г. в Дрезден за принц Антон Саксонски (1755 – 1836), по-късно от 1827 г. крал на Саксония. Те живеят в двора на брата на Антон Фридрих Август I в Дрезден.
Кралица Мария Терезия умира след кратко заболяване на 7 ноември 1827 г. на 60 години в Лайпциг по време на пътуване, половин година след като нейният съпруг става крал на Саксония. Тя е погребана в гробницата в католическата църква на Дрезден.

## Деца
Двамата имат четири деца, които умират малко след раждането:
- Мария Луиза (* 14 март 1795, † 25 април 1796)
- Фридрих Август (*/† 5 април 1796)
- Мария Йохана (* 5 април 1798, † 30 октомври 1799)
- Мария Терезия (*/† 15 октомври 1799)